# یولیا استپانوا
یولیا استپانوا (روسی: Юлия Игоревна Степанова (Русанова)؛ زادهٔ ۳ ژوئیه ۱۹۸۶) دوندهٔ زن دو ۸۰۰ متر اهل روسیه است. او و همسرش دوپینگ گسترده در ورزش روسیه را افشا کردند.

## مسابقات
| سال            | مسابقه                                             | محل برگزاری     | مقام           | رویداد         | توضیحات        |
| نمایندگی روسیه | نمایندگی روسیه                                     | نمایندگی روسیه  | نمایندگی روسیه | نمایندگی روسیه | نمایندگی روسیه |
| -------------- | -------------------------------------------------- | --------------- | -------------- | -------------- | -------------- |
| ۲۰۱۱           | مسابقات قهرمانی اروپایی دو و میدانی داخل سالن ۲۰۱۱ | پاریس، فرانسه   | رد صلاحیت      | ۸۰۰ متر        | ۲:۰۰٫۸۰        |
| ۲۰۱۱           | مسابقات جهانی دو و میدانی ۲۰۱۱                     | دئگو، کره‌جنوبی  | رد صلاحیت      | ۸۰۰ متر        | ۱:۵۹٫۷۴        |
| ۲۰۱۲           | مسابقات جهانی داخل سالن                            | استانبول، ترکیه | رد صلاحیت      | ۸۰۰ متر        | ۲:۰۱٫۸۷        |